# Mizuki Yamaguchi
Mizuki Yamaguchi (jap. 山口 瑞貴, Yamaguchi Mizuki; * 17. August 1993 in Sapporo, Hokkaidō) ist eine japanische Skispringerin.

## Werdegang
Yamaguchi gab am 5. März 2007 in Zaō ihr Debüt im Continental Cup und belegte den 26. Platz. Beim zweiten Springen konnte sie sich um zwei Plätze verbessern und wurde 24. Yamaguchi ging bisher nur bei Springen in Japan international an den Start. Am 1. März 2008 bestritt sie in Sapporo ein FIS-Rennen und belegte den 11. Platz. Wenige Tage später ging Yamaguchi in Zao wieder bei einem Continental Cup an den Start und belegte zweimal den 26. Platz. Ein Jahr später trat sie in Zao nur beim zweiten COC-Springen an den Start und wurde 29. Bei FIS-Rennen in Sapporo belegte Yamaguchi die Plätze 26 und 18. Am 1. März 2010 war sie wieder im Continental Cup an den Start und wurde 27. Beim zweiten Springen belegte Yamaguchi den 29. Platz. Am 9. März 2011 erreichte sie in Zao als 23. ihr bis dato bestes Continental-Cup-Ergebnis.
Bei den Nordischen Junioren-Skiweltmeisterschaften 2013 in Liberec sprang Yamaguchi mit der Mannschaft im Teamwettbewerb auf den fünften Rang. Dies war zudem ihr erstes internationales Springen außerhalb Japans.
Im Januar 2014 bestritt Yamaguchi ihr bislang letztes Weltcup-Springen und trat 2015 nur bei FIS-Rennen an. Seit März 2015 bestritt sie kein internationales Springen mehr.

## Erfolge

### Continental-Cup-Platzierungen
| Saison  | Platz | Punkte |
| ------- | ----- | ------ |
| 2006/07 | 54.   | 12     |
| 2007/08 | 66.   | 10     |
| 2008/09 | 83.   | 02     |
| 2009/10 | 61.   | 06     |
| 2010/11 | 76.   | 08     |